# Paul Tibbets
Paul Warfield Tibbets junior (ur. 23 lutego 1915 w Quincy, zm. 1 listopada 2007 w Columbus) – amerykański pilot wojskowy, generał brygady US Air Force, dowódca załogi Boeinga B-29 Superfortressa o nazwie własnej „Enola Gay”, z którego zrzucono bombę atomową na Hiroszimę.

## Życiorys
Paul Tibbets junior urodził się 23 lutego 1915 roku w Quincy w stanie Illinois; jego ojciec był handlarzem i weteranem pierwszej wojny światowej. Gdy Paul junior miał dziewięć lat, rodzina Tibbetsów przeprowadziła się na Florydę. W 1927 roku, jako dwunastolatek, odbył pierwszy w życiu lot – dwupłatowcem pilotowanym przez lotnika pokazowego Douga Davisa. Początkowo zamierzał zostać lekarzem, z czasem zmienił jednak zdanie i zdecydował się na karierę pilota. Jego decyzji sprzeciwiał się ojciec, Paul junior zyskał jednak poparcie matki – Enoli Gay Tibbets.
25 lutego 1937 roku wstąpił do Korpusu Powietrznego Wojsk Lądowych Stanów Zjednoczonych. W 1938 ukończył szkolenie lotnicze na Kelly Field w Teksasie. Po nalocie japońskiego lotnictwa marynarki na Pearl Harbor otrzymał przeszkolenie w pilotażu samolotu bombowego Boeing B-17 Flying Fortress – najnowszego amerykańskiego bombowca czterosilnikowego. W lipcu 1942 roku trafił do Polebrooku w hrabstwie Northamptonshire. 17 sierpnia 1942 roku o godzinie 15.30 uznawany za najlepszego pilota całej 97. Grupy Bombowej major Paul Tibbets wyruszył na pierwszy lot bojowy: nalot na stację rozrządową w Rouen. Leciał wówczas B-17 o nazwie „Butcher Shop” (nie była to jego stała maszyna; regularnie latał „Red Gremlinem”, w którego załodze znajdowali się także bombardier Thomas Ferebee i nawigator Theodore Van Kirk, towarzysze Tibbetsa z nalotu na Hiroszimę)).

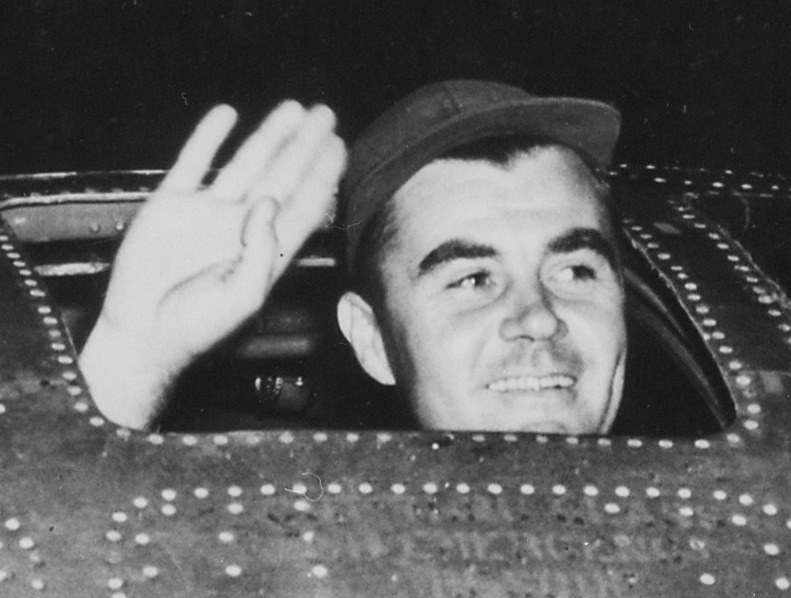
Tibbets w kabinie „Enoli Gay”

2 listopada 1942 roku rozpoczął wykonywanie tajnej misji specjalnego znaczenia. Tego dnia Tibbets w „Red Gremlinie”, wraz z czterema innymi B-17, przeleciał z Polebrooku w rejon Bournemouth. Nazajutrz w to samo miejsce przybył pociągiem Dwight Eisenhower ze swoim sztabem. Eisenhower zmierzał do Gibraltaru w ramach przygotowań do operacji Torch. Tibbets wystartował pomimo fatalnej pogody. Operacja rozpoczęła się 8 listopada. Tibbets zaś jeszcze w tym samym miesiącu również trafił do Afryki jako dowódca jednej z eskadr nowo utworzonej 12. Armii Powietrznej (to on poprowadził pierwszy nalot w wykonaniu ciężkich bombowców wspierający siły inwazyjne).
W lutym 1943 roku Tibbets wrócił do Stanów Zjednoczonych i trafił do Wichity, aby odbywać loty doświadczalne w nowym bombowcu strategicznym B-29 Superfortress. We wrześniu roku następnego mianowano go dowódcą 393. Eskadry Bombowej (ang. 393d Bombardment Squadron), a we wrześniu 1944 roku – 509. Grupy Mieszanej (509th Composite Group), z zadaniem utworzenia w jej ramach dwóch eskadr specjalnych bombowców B-29, jednej przeznaczonej do ataku nuklearnego na Japonię, drugiej zaś do ataku na III Rzeszę. W okresie od maja do lipca 1945 roku grupa przebazowała się na Tinian. W trakcie przygotowań załogi samolotów eskadry Tibbetsa trenowały sposób zrzucenia bomby (nie wiedząc jakiego rodzaju bomba ma zostać zrzucona), oraz przede wszystkim sposób oddalenia się na odległość ok. 14,5 km od miejsca zrzutu celem zapewnienia bezpieczeństwa załogi. Nie dano mu jednak gwarancji bezpieczeństwa w takiej odległości, część bowiem naukowców twierdziła, że bezpieczną odległością jest dopiero 80 km, według innych zaś odległość bezpieczna w ogóle nie istnieje.
2 sierpnia 1945 roku pułkownik Tibbets wraz z Ferebeem i Curtisem LeMayem osobiście wybrał Hiroszimę z listy przedstawionych mu czterech możliwych celów, a następnie punkt celowania na terenie Hiroszimy: most Aioi. 6 sierpnia, otrzymawszy zgodę z Waszyngtonu, generał Carl Spaatz wydał Tibbetsowi rozkaz przeprowadzenia nalotu z użyciem bomby atomowej. Lot bojowy przebiegł bez problemów, Ferebee zwolnił bombę nad celem, a ta detonowała o godzinie 8.15 czasu lokalnego.
Po wojnie Tibbets chciał brać czynny udział w próbach broni jądrowej na atolu Bikini, nie dano mu jednak takiej możliwości; przydzielono mu jedynie rolę doradcy technicznego. W latach 1950–1952 uczestniczył w próbach bombowca o napędzie odrzutowym Boeing B-47 Stratojet w zakładach Boeinga w stanie Kansas.
Odszedł z wojska 1 września 1966 roku. W cywilu pracował jako prezes przedsiębiorstwa lotniczego Executive Jet Aviation. Ostatnie lata życia spędził w hospicjum, zmarł 1 listopada 2007 roku . Zwłoki skremowano, a prochy rozrzucono nad kanałem La Manche

## Życie prywatne
Był dwukrotnie żonaty, z Lucy (małżeństwo zakończone rozwodem w 1954 roku) i z Andreą (ślub w 1956 roku; przeżyła męża), z których to małżeństw miał trzech synów: Paula III, Gene’a i Jamesa. Wnuk Paula Tibbetsa juniora, również Paul, został w 2015 roku, w wieku czterdziestu ośmiu lat, dowódcą stacjonującego w bazie lotniczej Whiteman 509. Skrzydła Bombowego, wyposażonego w samoloty B-2 Spirit 

## Odznaczenia

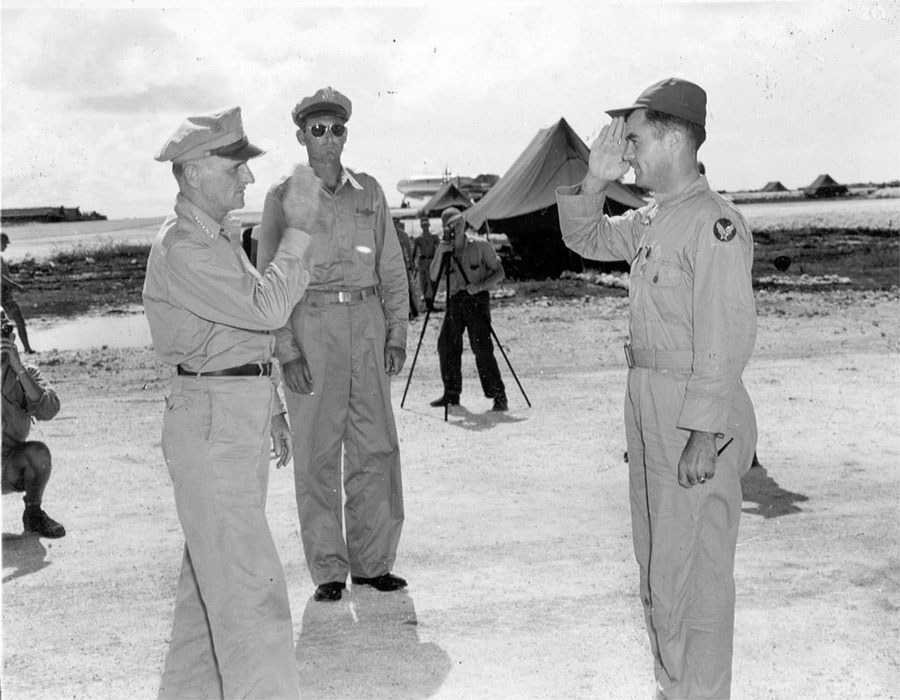
Tibbets odznaczany Krzyżem za Wybitną Służbę przez Carla Spaatza

Lista odznaczeń przyznanych Paulowi Tibbetsowi:
- Odznaka Command Pilot
- Krzyż za Wybitną Służbę
- Legia Zasługi
- Zaszczytny Krzyż Lotniczy – dwukrotnie
- Purpurowe Serce
- Medal Lotniczy – czterokrotnie
- Medal Pochwalny Połączonych Sił Zbrojnych
- Nagroda dla Wybitnej Jednostki Sił Powietrznych
- Distinguished Unit Award
- American Defense Service Medal
- American Campaign Medal
- Europe-Africa-Middle East-Campaign Medal – czterokrotnie
- Asiatic-Pacific Campaign Medal – trzykrotnie
- World War II Victory Medal
- National Defense Service Medal – dwukrotnie
- Air Force Longevity Service Award
- Joint Staff ID Badge